# 松井宏佑
松井 宏佑（まつい こうゆう、1992年9月24日 - ）は、競輪選手、元スピードスケート選手。日本競輪選手会神奈川支部所属、ホームバンク（練習地）は平塚競輪場。日本競輪学校（当時。以下、競輪学校）第113期生。師匠は三ツ井勉（45期）。

## 来歴
北海道斜里郡清里町出身。実家は寺（曹洞宗 龍川寺）で、3人兄弟の次男。
駒澤大学附属苫小牧高等学校時代、全日本ジュニアスピードスケート選手権大会で総合3位、世界ジュニアスピードスケート選手権大会のチームパシュートで4位などの実績を挙げる。
その後、専修大学経済学部に進学したが、最終学年での留年が確定したことが原因でスピードスケートの競技活動を断念。その後、某パチプロのSNSを閲覧していたところ、元競輪選手がやっている居酒屋が平塚にあるとの情報が目に留まり、そこのオーナー（上田康雅）から、師匠となる三ツ井勉を紹介された。
大学卒業後、本格的に実技は三ツ井から指導を受け、学科は島野りーみん（元ガールズケイリン選手の中山麗敏）に家庭教師を頼み、競輪学校第113回生・技能試験を受験し一発合格。同校在校競走成績は3位（25勝）だった。
そして、当時、日本代表ヘッドコーチだったブノワ・ヴェトゥが、同校の記録会でのタイムの良さに目を付け、HPD教場に選抜。さらに、ナショナルチーム入りさせた（2022年まで在籍）。
2018年
- 7月5日、小田原競輪場でデビューし1着。

2019年
- 6月に行われたモスクワグランプリのケイリンで、国際大会初出場初優勝を果たす[12]。
- 11月、ワールドカップ第一戦　ケイリン 3位[13]
- G2　ヤンググランプリ（立川競輪場）　3位

2020年
- G1　競輪祭（小倉競輪場）　9位
- G2　ヤンググランプリ（平塚競輪場）　優勝[3]

2023年
- G1　高松宮記念杯（岸和田競輪場）　8位
- G2　サマーナイトフェスティバル（函館競輪場）　3位
- G1　競輪祭（小倉競輪場）　2位
- GP　KEIRINグランプリ2023（立川競輪場）　補欠

2024年
- G1　オールスター（平塚競輪場）　4位

2025年
- G1　日本選手権（名古屋競輪場）　5位

## 主な獲得タイトルと記録
- バンクレコードタイ - 福井競輪場（10秒6、2022年7月8日）[14]

## 引用
1. ↑  【平塚・ヤングGP】松井が雪辱V　8番手捲り！驚異の上がり10秒9― スポニチ Sponichi Annex ギャンブル 2020年12月30日 05:30
2. ↑  “【岸和田競輪・GⅠ高松宮記念杯】道産子の松井宏佑　猛暑での再発走アクシデントに負けず連勝”. 西スポレースサイト. (2025年6月19日)
3. 1 2  『東スポレースチャンネル』YouTube、2020年12月29日。オリジナルの2025年6月22日時点におけるアーカイブ。
4. ↑  The Keirin... さやかのせかいへようこそ
5. ↑  けいりんマルシェ 私だけのイケメンコレクションNo.84 松井宏佑選手
6. ↑  けいりんマルシェ GⅠ優勝で“地元グランプリ”出場をつかみ取る！ 松井宏佑選手（神奈川・113期）
7. 1 2  日本競輪学校 113回生 114回生 卒業記念レース 1日目レポート KEIRIN.JP
8. ↑  松井 宏佑さん 平塚競輪場で29日に開催されるレース「ヤンググランプリ2020」に出場する タウンニュース
9. ↑  松井宏佑、りーみんさんに届けるS級昇格／小田原 日刊スポーツ
10. ↑  亡き母に最高の報告をーー松井宏佑が見据える地元グランプリ、射程圏にある“日本一”/高松宮記念杯競輪G1特別インタビュー（netkeirin） - Yahoo!ニュース
11. ↑  【選手インタビュー】松井宏佑・新山響平がナショナルチームを引退 Part 2 More CADENCE 2022年10月24日
12. ↑  けいりんマルシェTOP 自転車競技 レース情報 日本代表チームがメダルラッシュ！
13. ↑  けいりんマルシェTOP 自転車競技 レース情報 2019-2020トラックワールドカップ第1戦・松井宏佑選手が男子ケイリンで銅メダル！
14. ↑  “松井宏佑まくってバンクレコードタイ10秒６！初日の憂さを晴らし「もっと良くなる」／福井”. 日刊スポーツ (日刊スポーツ新聞社). (2022年7月9日) 2022年7月10日閲覧。